# 朱成鐭
博野悼恭王朱成鐭（1442年—1469年12月26日），明朝代隐王朱仕㙻嫡三子，继王妃杜氏所生。

## 生平
正统十二年（1447年）四月，朱成鐭以代世孙之子的身份获赐名。
景泰五年（1454年）五月，明代宗遣驸马都尉石璟等为正使，给事中李英等为副使，持节册封朱成鐭为博野王。景泰六年（1455年）八月，代隐王奏博野王府中有病人，缺医生调治，命所司拨民医一人，获准。先前朱成鐭的二哥定安王朱成鏻因王府狭窄而迁走，因代隐王奏请，九月，原定安王府扩建为博野王府。十二月，遣广宁伯刘安、襄城伯李瑾、修武伯沈煜为正使，给事中樊冕、王铉、何升为副使，持节册封西城兵马副指挥牛青的女儿为博野王妃，并给朱成鐭岁禄二千石，米钞各半。
天顺元年（1457年）七月，河东王朱锺鏸、太谷王朱钟鋐及朱成鏻、朱成鐭各奏岁禄千石内有三百石折为宝钞，不足以供应生活，请求如朱成鐭的五叔公襄垣王朱逊燂例折支银布。有司不肯，但明英宗复位以后，优容宗室，准奏。
天顺二年（1458年）十月，因朱成鐭奏请，免其岳父牛青户内杂役。天顺三年（1459年）二月，户部上言近日朱成鐭奏缺乏粳米，是因为山西地产粳米不多，应该令本布政司将原派广昌王朱美坚等王及新封各王的粳米平均分配，获准。
石彪充游击将军期间在大同时，擅入博野王府祝贺朱成鐭生子，朱成鐭招待他，他晚上才出府，朱成鐭还送香囊等物；石彪回京，朱成鐭的十叔公隰川王朱逊熮令长子朱仕𡑞携酒礼去石彪家饯行。事发，当年十月，英宗写信切责二王。同月，镇守大同御马监太监陈瑄奏大同城中旧设巡抚、巡按、布政司、冀北道等衙门四处，后以巡抚衙门改为博野王府，巡抚官无所居止，建议将闲置的石彪原住官宅改为巡抚公署，获准。
当时代藩诸王多在大同，英宗想迁走其中一部分，命代隐王征询诸王意见。代隐王称诸王都愿意迁藩。天顺四年（1460年）闰十一月，英宗下敕书告谕代隐王，说虽然代隐王欲将朱成鏻、朱成鐭移居腹地，但分封的地盘是朝廷所定，不可随意更改，且新的王府也需要建造。十二月，因朱成鏻表示不愿远离父王，也有其他藩王表示不愿迁藩，英宗又写信诘代隐王所奏不实，只允许代隐王的儿子们留在左右，其余藩王的意愿都需要重新调查上报；并写信告谕朱成鐭，说他与朱成鏻同为代隐王之子，却自请外放远离父王逃避孝道，令朝廷失望，不许他迁藩。但代隐王厌恶朱成鏻、朱成鐭这两个儿子，坚持要他们迁藩。天顺五年（1461年）五月，英宗写信给代隐王，责其不顾父子之情。
代隐王逝世后，成化元年（1465年）四月，朱成鐭的兄长代世子朱成鍊与堂叔广灵王朱仕和朱成鐭、四弟和川王朱成镘送丧出城，良久方还。大同守臣上奏。五月，明宪宗敕令朱成鍊：根据祖训，世子、郡王出城必先差人奏请，念及他们是宗亲，姑且不追究，敕令他们深刻自省改过，今后务必循礼守法，不要重蹈覆辙，玷污代府名声。
成化五年（1469年）十一月，朱成鐭去世。朝廷得知，辍朝一日，按制度赐祭葬，谥悼恭。成化九年（1473年）四月，嫡长子朱聪溙袭封。

## 家庭

### 妻妾
- 王妃牛氏

### 子孙
- 嫡长子博野端穆王朱聪溙
- 次子镇国将军朱聪澟，成化四年（1468年）三月赐名[18]
  - 嫡长子朱俊檑，弘治五年（1492年）二月赐名
  - 次子朱俊椸，弘治五年（1492年）二月赐名[19]
  - 三子朱俊㰘，弘治五年（1492年）五月赐名[20]
  - 四子朱俊橋，弘治九年（1496年）正月赐名[21]